# Daan Bovenberg
Daan Bovenberg (Utrecht, 25 ottobre 1988) è un ex calciatore olandese, di ruolo difensore.